# École nationale d'ingénieurs de Belfort
L’école nationale d’ingénieurs de Belfort (ENIBe) était une école d'ingénieurs française habilitée à délivrer un diplôme d'ingénieur. C’était l'une des écoles nationales d’ingénieurs (Groupe ENI).
Elle était située à Belfort, dans le département du Territoire de Belfort, en Bourgogne-Franche-Comté.
En 1999, elle a fusionné avec l'institut polytechnique de Sevenans (IPSé) pour devenir l'université de technologie de Belfort-Montbéliard (UTBM), membre du Groupe UT. Les derniers étudiants de l'ENIBe ont été diplômés en 2003.

## Historique
L’école nationale d'ingénieurs de Belfort a été créée en 1962,,, deux ans après sa sœur de Metz, un an après ses sœurs de Saint-Étienne et de Brest, et un an avant sa sœur de Tarbes.
En novembre 1998, Claude Allègre, Ministre de l'Éducation nationale et de l'enseignement supérieur, annonça la création d'une université de technologie (UT) dans l'ex région de la Franche-Comté sur la base de l'institut polytechnique de Sevenans (IPSé), qui était une antenne de l'université de technologie de Compiègne (UTC) à Sevenans. L'institut polytechnique de Sevenans ne répondant pas aux standards des universités de technologie d'un point de vue flux minimum d'étudiants, l'école nationale d'ingénieurs de Belfort fut amenée à participer à ce projet. Ce même projet prévoyait de délivrer des diplômes d'ingénieur UTBM à partir de 1999.
C'est ainsi qu'en janvier 1999, le journal officiel annonça la création de l'université de technologie de Belfort-Montbéliard (UTBM) et induit de facto la disparition de l'école nationale d'ingénieurs de Belfort et de l'institut polytechnique de Sevenans du paysage des grandes écoles françaises. La dernière promotion ENIBe fut diplômée en 2003 (38e promotion).

### Les Directeurs
- Henri DAGET (1962 - 1966) ;
- André CHARTON (1966 - 1969) ;
- Roger FLORENTIN (1969 - 1987) ;
- Alfred PICHON (1987 - 1991) ;
- Claude CHICOIX (1991 - 1999) ;

## Formation
L'ENIBe formait des ingénieurs généralistes dans les domaines du génie mécanique et de la gestion de production. C'était un établissement public recrutant principalement post-bac, mais également à bac+1, 2 et 3. 
Jusqu'à la promotion 25, le cursus de formation initiale était organisé en 8 semestres (4 ans) ou 6 semestres (3 ans) après bac+2. À la suite d'une harmonisation des conditions d'obtention du diplôme d'ingénieur, le cursus de formation initiale est alors passé à 10 semestres (5 ans). Le diplôme d’ingénieur ENIBe est habilité par le ministre chargé de l’enseignement supérieur après avis de la commission des titres d'ingénieur (CTI). Il confère le grade de master (300 crédits ECTS).
La formation était composée d’un tronc commun complété d’une spécialisation en 4e année. Ce dernier est composé de sciences de bases (mathématiques, physique, informatique, thermodynamique, optique, électricité, électromagnétisme, chimie, etc), de sciences de l'ingénieur, de sciences humaines et sociales et de langues vivantes. Parallèlement à cet enseignement théorique, l'élève ingénieur reçoit un enseignement pratique : stages, projets, travaux pratiques. Les options de 4e année étaient les suivantes : système de production, procédé de production, organisation et gestion de production.

## Vie étudiante
La vie associative fut au cœur de la vie estudiantine de l'ENIBe. Celle-ci s'articulait autour d'associations telles que le BDE (bureau des élèves), l'A.S. (association sportive) et Itinéraires.

### Période d’intégration
Lors de leur arrivée à l’école, les élèves de 1re et de 3e année spéciale (entrés à bac+2) vivaient une période d’intégration d’environ trois semaines nommée « Epsilonage ». Cette période, orchestrée par les élèves de 4e et 5e années, visait à unifier chaque promotion autour de valeurs qui se perpétuaient à travers les années. Les Enibiens revendiquaient que ces traditions permettaient aux élèves-ingénieurs de développer des valeurs telles que la fraternité, la solidarité ou l’entraide.

### Bureau des Élèves
Le Bureau des Élèves gérait les grandes activités ainsi que celles liées à la vie intérieure de la maison des élèves (appelé ME). Ces grandes activités étaient :
- Le congrès Industriel ;
- Le Gala de Prestige ;
- Le Petit GENI ;
- L'Eco Marathon Shell ;
- Le concours robotique E=M6 ;
- Le Jeu de rôle grandeur nature ;
- Participation au Téléthon ;

### Jeux Ω-ENI
L’année universitaire aux ENIs est marquée par la rencontre sportive nommée les jeux Inter-ENI. Elle est organisée chaque année à tour de rôle par l'ENIT, l'ENIB et l'ENISE, et opposent ces trois écoles ainsi que l'ENIM,  l'ENIVL et l'ENIBe. Il s'agit d'une grande fête agrémentée de sport, permettant de créer et de resserrer les liens entre les étudiants des écoles du Groupe ENI. Chaque délégation y porte une tenue folklorique rappelant celle des Gadzarts. Les ENIBéens arboraient une blouse noire ainsi qu'un béret bleu à pompon jaune où ils inscrivaient leur surnom et qu'ils décoraient par leurs soins. Malgré la dissolution de l'ENIBe, certains étudiants de l'UTBM continuent de se rendre aux Inter-ENI. Ils y portent maintenant une blouse violette ainsi qu'un béret bleu.
En 1999, c'est l'ENIBe qui a organisé les jeux Inter-ENI à Belfort, pour sa dernière année d'existence.